# Щура, Анатолий Викторович
Анато́лий Ви́кторович Щура́ (эст. Anatoli Štšura, 4 ноября 1960, Починок, РСФСР) — советский и эстонский музыкант, композитор, главный дирижёр и художественный руководитель Нарвского городского симфонического оркестра. Член Союза композиторов СССР.

## Биография
Родился в городе Починок Смоленской области. Детство прошло в Гжатске (ныне Гагарин), куда перевели его отца, инженера. После окончания средней школы учился в Смоленском музыкальном училище на отделении русских народных музыкальных инструментов. С 1982 по 1984 год проходил срочную службу в Советской армии. В 1985 году поступил на композиторский факультет Петрозаводского филиала Петербургской консерватории, в 1990 году окончил класс профессора Евгения Глебова в Белорусской государственной консерватории.
В декабре 1990 года по рекомендации Альфреда Шнитке и Николая Сидельникова принят в Союз композиторов СССР (в настоящее время это Смоленское региональное отделение Союза композиторов России). В 1991–1992 годах — директор камерного оркестра Смоленской областной филармонии. В Смоленске вместе со скрипачом Давидом Русишвили организовал камерный оркестр, который существует и успешно гастролирует по настоящее время.
В 1992 году с семьёй переехал в Эстонию. Поселился в городе Силламяэ, на родине супруги.
В ноябре 1994 года на базе камерного ансамбля преподавателей и выпускников Нарвской музыкальной школы создал симфонический оркестр. Два года это был самодеятельный коллектив, в феврале 1998 года Нарвское городское собрание присвоило оркестру звание городского оркестра. К 2020 году коллектив сохранил статус единственного профессионального симфонического оркестра уезда Ида-Вирумаа.
Несколько лет оркестр предлагает программы из серии «Для всей семьи и чтеца с оркестром» для слушателей всех возрастов. Супруга Анатолия Щуры, Лариса Щура, читает сказку, а оркестр исполняет симфонические фрагменты композиторов рубежа XIX–XX столетий. Представление 2020 года шло в сопровождении песочной анимации.
По инициативе Анатолия Щуры в 1995 году был основан Международный музыкальный фестиваль имени Е. А. Мравинского в память о днях пребывания этого выдающегося дирижёра XX века в Нарве и на морском курорте Нарва-Йыэсуу. Анатолий Щура является ежегодным художественным руководителем этого культурного мероприятия.
В феврале 1998 года Анатолий Щура получил гражданство Эстонии за особые заслуги.
С 1999 года по инициативе Анатолия Щуры проводится республиканский детский конкурс инструментального концерта, на котором юные пианисты выступают с симфоническим оркестром.
В 1996–2001 годах изучал симфоническое дирижирование в Эстонской академии музыки и театра, класс профессора Романа Матсова. Участвовал в мастер-курсах, которые вёл финский дирижёр  Йорма Панула. Гастролировал в России, Финляндии, Польше, Германии. В марте 2005 года с симфоническим оркестром филармонии города Зелёна-Гура принимал участие в Международном музыкальном фестивале «Дни музыки над Одером». В сотрудничестве с Ансамблем солистов Академического симфонического оркестра Санкт-Петербургской филармонии выступал в программах Большого зала филармонии с участием мировых звёзд джаза.
Совместно с музыкантом Владимиром Чердаковым и рок-группой AveNue организовал серию концертов AveNue @ Simphon.
Создал уникальный музыкальный моноспектакль по повести А. С. Пушкина «Метель» и произведениям Георгия Свиридова с участием известного актёра театра и кино, бывшего художественного руководителя Русского театра Эстонии, художественного руководителя Центра русской культуры Эдуарда Томана. Спектакль впервые был показан в октябре 1998 года.
В 2017 году на основе социологического опроса нарвитян Анатолий Щура возглавил рейтинг наиболее высоко оцениваемых жителей Нарвы.
В 2019 году маэстро с сожалением отметил, что в Нарву не едут многие известные пианисты, потому что в городе нет достойного инструмента, и Нарва — единственный город в Эстонии, в котором нет современного акустического зала. Лучшим залом по акустике в уезде он считает зал Кохтла-Ярвеского культурного центра.

## Награды
- 2006 — Лауреат премии «Жемчужина культуры Ида-Вирумаа» фонда «Капитал культуры»[эст.][18][19][20][21]
- 2008 — Орден Белой звезды 5 класса[22]
- 2016 — Почётный гражданин города Нарва[23][24][25]

## Семья
- Жена — Лариса Щура, музыковед[8].
- Сын — Максим Щура (род. 1989). Член Эстонского союза пианистов. Живёт, работает и учится в Лондоне[26].